# Marcellas Dial
Marcellas Rashard Dial Jr. (Woodruff, 6 dicembre 2000) è un giocatore di football americano statunitense che milita nel ruolo di wide receiver per i cornerback della National Football League (NFL).

## Carriera

### New England Patriots
Al college Dial giocò a football al Georgia Military College (2019-2020) e a South Carolina (2021-2023). Fu scelto nel corso del sesto giro (180º assoluto) del Draft NFL 2024 dai New England Patriots. Debuttò come professionista subentrando nella gara del primo turno vinta contro i Cincinnati Bengals. Nella settimana 3 contro i New York Jets mise a segno il suo primo tackle. La sua prima stagione si chiuse con 12 placcaggi e un fumble forzato disputando tutte le 17 partite, di cui una come titolare.